# Veronica Rehn-Kivi
Veronica Rehn-Kivi (Helsinki, 10 febbraio 1956) è una politica finlandese.

## Biografia
È salita al Parlamento finlandese nell'agosto 2016, dopo che Carl Haglund ha lasciato il suo seggio. Rehn-Kivi è membro del consiglio comunale di Kauniainen dal 1997 e presidente del consiglio comunale dal 2015.
Rehn-Kivi è figlia dell'ex ministro della Difesa Elisabeth Rehn. È sposata con Timo Kivi e ha tre figli.